# Catachlorops difficilis
Catachlorops difficilis är en tvåvingeart som först beskrevs av Krober 1931.  Catachlorops difficilis ingår i släktet Catachlorops och familjen bromsar. Inga underarter finns listade i Catalogue of Life.